# Liste der Bodendenkmäler in Hohenfels (Oberpfalz)
Auf dieser Seite sind die Bodendenkmäler in dem Oberpfälzer Markt Hohenfels zusammengestellt. Diese Tabelle ist eine Teilliste der Liste der Bodendenkmäler in Bayern. Grundlage ist die Bayerische Denkmalliste, die auf Basis des Bayerischen Denkmalschutzgesetzes vom 1. Oktober 1973 erstmals erstellt wurde und seither durch das Bayerische Landesamt für Denkmalpflege geführt wird. Die folgenden Angaben ersetzen nicht die rechtsverbindliche Auskunft der Denkmalschutzbehörde.

## Bodendenkmäler in Hohenfels
| Lage                             | Objekt | Akten-Nr.     | Bild |
| -------------------------------- | --- | ------------- | ---- |
| Hohenfels (Oberpfalz) (Standort) | Siedlung der Spätlatènezeit. | D-3-6736-0020 |      |
| Hohenfels (Oberpfalz) (Standort) | Frühmittelalterlicher Bestattungsplatz. | D-3-6736-0021 |      |
| Hohenfels (Oberpfalz) (Standort) | Abschnittsbefestigung vor- und frühgeschichtlicher Zeitstellung oder des Mittelalters. | D-3-6736-0022 |      |
| Hohenfels (Oberpfalz) (Standort) | Mittelalterlicher Burgstall. | D-3-6736-0041 |      |
| Hohenfels (Oberpfalz) (Standort) | Mittelalterlicher Burgstall. | D-3-6736-0042 |      |
| Hohenfels (Oberpfalz) (Standort) | Vorgeschichtliches Gräberfeld mit mindestens 15 Grabhügeln. | D-3-6736-0048 |      |
| Hohenfels (Oberpfalz) (Standort) | Mittelalterlicher Burgstall, vorgeschichtliche Höhensiedlung. | D-3-6736-0049 |      |
| Hohenfels (Oberpfalz) (Standort) | Mittelalterlicher Burgstall. | D-3-6736-0050 |      |
| Hohenfels (Oberpfalz) (Standort) | Untertägige mittelalterliche und frühneuzeitliche Befunde in der Wüstung Schwend. | D-3-6736-0055 |      |
| Hohenfels (Oberpfalz) (Standort) | Untertägige mittelalterliche und frühneuzeitliche Befunde in der Wüstung Deinfeld. | D-3-6736-0056 |      |
| Hohenfels (Oberpfalz) (Standort) | Untertägige mittelalterliche und frühneuzeitliche Befunde in der Wüstung Willertsheim. | D-3-6736-0057 |      |
| Hohenfels (Oberpfalz) (Standort) | Untertägige mittelalterliche und frühneuzeitliche Befunde in der Wüstung Raversdorf. | D-3-6736-0058 |      |
| Hohenfels (Oberpfalz) (Standort) | Mittelalterliche und frühneuzeitliche Wüstung Viehhausen. | D-3-6736-0059 |      |
| Hohenfels (Oberpfalz) (Standort) | Untertägige mittelalterliche und frühneuzeitliche Befunde in der Wüstung Frabertshofen. | D-3-6736-0060 |      |
| Hohenfels (Oberpfalz) (Standort) | Untertägige mittelalterliche und frühneuzeitliche Befunde in der Wüstung Albertshof. | D-3-6736-0061 |      |
| Hohenfels (Oberpfalz) (Standort) | Archäologische Befunde der frühen Neuzeit im Bereich der abgegangenen Kirche St. Laurentius in der Wüstung Albertshof. | D-3-6736-0062 |      |
| Hohenfels (Oberpfalz) (Standort) | Untertägige mittelalterliche und frühneuzeitliche Befunde in der Wüstung Großmittersdorf. | D-3-6736-0063 |      |
| Hohenfels (Oberpfalz) (Standort) | Untertägige mittelalterliche und frühneuzeitliche Befunde in der Wüstung Nainhof. | D-3-6736-0064 |      |
| Hohenfels (Oberpfalz) (Standort) | Untertägige mittelalterliche und frühneuzeitliche Befunde in der Wüstung Harras. | D-3-6736-0065 |      |
| Hohenfels (Oberpfalz) (Standort) | Untertägige mittelalterliche und frühneuzeitliche Befunde der abgegangenen Kirche St. Martin bei Hohenburg. | D-3-6736-0067 |      |
| Hohenfels (Oberpfalz) (Standort) | Archäologische Befunde des Mittelalters und der frühen Neuzeit im Bereich der Burgruine Hohenburg. | D-3-6736-0095 |      |
| Hohenfels (Oberpfalz) (Standort) | Hallstattzeitlicher Bestattungsplatz mit verebneten Grabhügeln. | D-3-6736-0102 |      |
| Hohenfels (Oberpfalz) (Standort) | Siedlung der Hallstattzeit. | D-3-6736-0103 |      |
| Hohenfels (Oberpfalz) (Standort) | Gräberfeld mit mindestens 68 vorgeschichtlichen Grabhügeln. | D-3-6736-0105 |      |
| Hohenfels (Oberpfalz) (Standort) | Gräberfeld mit mindestens sechs vorgeschichtlichen Grabhügeln. | D-3-6736-0106 |      |
| Hohenfels (Oberpfalz) (Standort) | Vorgeschichtliche Siedlung. | D-3-6736-0109 |      |
| Hohenburg (Standort)             | Vorgeschichtliche Siedlung. | D-3-6737-0046 |      |
| Hohenfels (Oberpfalz) (Standort) | Untertägige Befunde im Bereich der mittelalterlichen Turmruine und Hofwüstung Pettenhof. | D-3-6737-0048 |      |
| Hohenfels (Oberpfalz) (Standort) | Karolingisch-ottonisches Reihengräberfeld. | D-3-6737-0069 |      |
| Hohenfels (Oberpfalz) (Standort) | Pfaffenhänghöhle (F 23) und benachbarte Spalthöhle mit Funden der Jungsteinzeit, der Bronzezeit, der Urnenfelderzeit, der Hallstattzeit und der Latènezeit sowie menschlichen Skelettresten.                                                         | D-3-6737-0070 |      |
| Hohenfels (Oberpfalz) (Standort) | Wallanlage vor- und frühgeschichtlicher Zeitstellung, vorgeschichtliche Höhensiedlung. | D-3-6737-0071 |      |
| Hohenfels (Oberpfalz) (Standort) | Ringwall vor- und frühgeschichtlicher Zeitstellung, Höhensiedlung der Urnenfelderzeit. | D-3-6737-0072 |      |
| Hohenfels (Oberpfalz) (Standort) | Wallanlage vor- und frühgeschichtlicher Zeitstellung oder des Mittelalters. | D-3-6737-0073 |      |
| Hohenfels (Oberpfalz) (Standort) | Mittelalterlicher Burgstall. | D-3-6737-0074 |      |
| Hohenfels (Oberpfalz) (Standort) | Wallanlage vor- und frühgeschichtlicher Zeitstellung. | D-3-6737-0075 |      |
| Hohenfels (Oberpfalz) (Standort) | Bestattungsplatz der Bronze- und Hallstattzeit mit mindestens drei obertägig erhaltenen sowie weiteren verebneten Grabhügeln. | D-3-6737-0076 |      |
| Hohenfels (Oberpfalz) (Standort) | Vorgeschichtlicher Bestattungsplatz mit mindestens fünf Grabhügeln. | D-3-6737-0077 |      |
| Hohenfels (Oberpfalz) (Standort) | Vorgeschichtlicher Bestattungsplatz mit mindestens 24 Grabhügeln. | D-3-6737-0078 |      |
| Hohenfels (Oberpfalz) (Standort) | Vorgeschichtlicher Bestattungsplatz mit mindestens zwei Grabhügeln. | D-3-6737-0079 |      |
| Hohenfels (Oberpfalz) (Standort) | Vorgeschichtlicher Bestattungsplatz mit mindestens zwei Grabhügeln. | D-3-6737-0080 |      |
| Hohenfels (Oberpfalz) (Standort) | Vorgeschichtlicher Bestattungsplatz mit Grabhügeln. | D-3-6737-0081 |      |
| Hohenfels (Oberpfalz) (Standort) | Vorgeschichtlicher Bestattungsplatz mit Grabhügeln. | D-3-6737-0082 |      |
| Hohenfels (Oberpfalz) (Standort) | Bestattungsplatz der Frühlatènezeit mit Grabhügeln. | D-3-6737-0083 |      |
| Hohenfels (Oberpfalz) (Standort) | Gräberfeld mit mindestens 35 vorgeschichtlichen Grabhügeln. | D-3-6737-0084 |      |
| Hohenfels (Oberpfalz) (Standort) | Vorgeschichtlicher Bestattungsplatz mit mindestens zehn Grabhügeln. | D-3-6737-0085 |      |
| Hohenfels (Oberpfalz) (Standort) | Vorgeschichtlicher Bestattungsplatz mit mindestens zwölf Grabhügeln. | D-3-6737-0086 |      |
| Hohenfels (Oberpfalz) (Standort) | Vorgeschichtlicher Bestattungsplatz mit mindestens sechs Grabhügeln. | D-3-6737-0087 |      |
| Hohenfels (Oberpfalz) (Standort) | Vorgeschichtlicher Bestattungsplatz mit Grabhügeln. | D-3-6737-0088 |      |
| Hohenfels (Oberpfalz) (Standort) | Gräberfeld mit mindestens drei vorgeschichtlichen Grabhügeln. | D-3-6737-0089 |      |
| Hohenfels (Oberpfalz) (Standort) | Wallanlage vor- und frühgeschichtlicher oder mittelalterlicher Zeitstellung. | D-3-6737-0090 |      |
| Hohenfels (Oberpfalz) (Standort) | Vorgeschichtlicher Grabhügel. | D-3-6737-0093 |      |
| Hohenfels (Oberpfalz) (Standort) | Vorgeschichtlicher Grabhügel. | D-3-6737-0094 |      |
| Hohenfels (Oberpfalz) (Standort) | Vorgeschichtliche Höhensiedlung mit verebneter Abschnittsbefestigung. | D-3-6737-0095 |      |
| Hohenfels (Oberpfalz) (Standort) | Abschnittsbefestigung vor- und frühgeschichtlicher Zeitstellung. | D-3-6737-0096 |      |
| Hohenfels (Oberpfalz) (Standort) | Vorgeschichtlicher Bestattungsplatz mit mindestens zwölf Grabhügeln. | D-3-6737-0097 |      |
| Hohenfels (Oberpfalz) (Standort) | Ringwall vor- und frühgeschichtlicher Zeitstellung, Höhensiedlungen der Jungsteinzeit, der Urnenfelderzeit und des frühen Mittelalters. | D-3-6737-0098 |      |
| Hohenfels (Oberpfalz) (Standort) | Vorgeschichtlicher Bestattungsplatz mit mindestens vier verebneten Grabhügeln. | D-3-6737-0099 |      |
| Hohenfels (Oberpfalz) (Standort) | Gräberfeld mit mindestens vier vorgeschichtlichen Grabhügeln. | D-3-6737-0100 |      |
| Hohenfels (Oberpfalz) (Standort) | Gräberfeld mit mindestens zwei vorgeschichtlichen Grabhügeln. | D-3-6737-0101 |      |
| Hohenfels (Oberpfalz) (Standort) | Vorgeschichtlicher Grabhügel. | D-3-6737-0102 |      |
| Hohenfels (Oberpfalz) (Standort) | Vorgeschichtlicher Bestattungsplatz mit mindestens einem Grabhügel. | D-3-6737-0103 |      |
| Hohenfels (Oberpfalz) (Standort) | Vorgeschichtlicher Bestattungsplatz mit mindestens fünf Grabhügeln. | D-3-6737-0104 |      |
| Hohenfels (Oberpfalz) (Standort) | Vorgeschichtlicher Bestattungsplatz mit Grabhügeln. | D-3-6737-0105 |      |
| Hohenfels (Oberpfalz) (Standort) | Vorgeschichtlicher Bestattungsplatz mit Grabhügeln. | D-3-6737-0106 |      |
| Hohenfels (Oberpfalz) (Standort) | Vorgeschichtlicher Grabhügel. | D-3-6737-0107 |      |
| Hohenfels (Oberpfalz) (Standort) | Vorgeschichtlicher Bestattungsplatz mit mindestens sechs Grabhügeln. | D-3-6737-0108 |      |
| Hohenfels (Oberpfalz) (Standort) | Vorgeschichtlicher Bestattungsplatz mit mindestens zwei Grabhügeln. | D-3-6737-0109 |      |
| Hohenfels (Oberpfalz) (Standort) | Vorgeschichtlicher Bestattungsplatz mit mindestens vier Grabhügeln. | D-3-6737-0110 |      |
| Hohenfels (Oberpfalz) (Standort) | Untertägige mittelalterliche und frühneuzeitliche Befunde in der Wüstung Enslwang. | D-3-6737-0111 |      |
| Hohenfels (Oberpfalz) (Standort) | Archäologische Befunde des Mittelalters und der frühen Neuzeit im Bereich der Kirchenruine St. Nikolaus in der Wüstung Enslwang. | D-3-6737-0112 |      |
| Hohenfels (Oberpfalz) (Standort) | Untertägige mittelalterliche und frühneuzeitliche Befunde in der Wüstung Eggertsheim. | D-3-6737-0113 |      |
| Hohenfels (Oberpfalz) (Standort) | Untertägige mittelalterliche und frühneuzeitliche Befunde in der Wüstung Egra. | D-3-6737-0114 |      |
| Hohenfels (Oberpfalz) (Standort) | Untertägige mittelalterliche und frühneuzeitliche Befunde in der Wüstung Haidensbuch. | D-3-6737-0115 |      |
| Hohenfels (Oberpfalz) (Standort) | Untertägige mittelalterliche und frühneuzeitliche Befunde in der Wüstung Bergheim. | D-3-6737-0116 |      |
| Hohenfels (Oberpfalz) (Standort) | Archäologische Befunde des Mittelalters und der frühen Neuzeit im Bereich der Kirchenruine St. Ägid in der Wüstung Bergheim. | D-3-6737-0117 |      |
| Hohenfels (Oberpfalz) (Standort) | Untertägige mittelalterliche und frühneuzeitliche Befunde in der Wüstung Waltersheim. | D-3-6737-0118 |      |
| Hohenfels (Oberpfalz) (Standort) | Archäologische Befunde der frühen Neuzeit im Bereich der abgegangenen Kapelle St. Koloman bei der Wüstung Waltersheim. | D-3-6737-0119 |      |
| Hohenfels (Oberpfalz) (Standort) | Untertägige frühneuzeitliche Befunde in der Wüstung Neuhof. | D-3-6737-0120 |      |
| Hohenfels (Oberpfalz) (Standort) | Untertägige frühneuzeitliche Befunde in der Wüstung Fischereis. | D-3-6737-0121 |      |
| Hohenfels (Oberpfalz) (Standort) | Untertägige frühneuzeitliche Befunde in der Wüstung Schneideröd. | D-3-6737-0122 |      |
| Hohenfels (Oberpfalz) (Standort) | Untertägige frühneuzeitliche Befunde in der Wüstung Madöd. | D-3-6737-0123 |      |
| Hohenfels (Oberpfalz) (Standort) | Untertägige frühneuzeitliche Befunde in der Wüstung Reiteröd. | D-3-6737-0124 |      |
| Hohenfels (Oberpfalz) (Standort) | Untertägige frühneuzeitliche Befunde in der Wüstung Böhmöd. | D-3-6737-0125 |      |
| Hohenfels (Oberpfalz) (Standort) | Untertägige frühneuzeitliche Befunde in der Wüstung Richthof. | D-3-6737-0126 |      |
| Hohenfels (Oberpfalz) (Standort) | Untertägige frühneuzeitliche Befunde in der Wüstung Wölsdorf. | D-3-6737-0127 |      |
| Hohenfels (Oberpfalz) (Standort) | Archäologische Befunde der frühen Neuzeit im Bereich der Kath. Kirche Hl. Dreifaltigkeit, sog. Kreuzbergkirche, im Truppenübungsplatz Hohenfels. | D-3-6737-0128 |      |
| Hohenfels (Oberpfalz) (Standort) | Untertägige mittelalterliche und frühneuzeitliche Befunde in der Wüstung Kirchenödenhart. | D-3-6737-0129 |      |
| Hohenfels (Oberpfalz) (Standort) | Archäologische Befunde des Mittelalters und der frühen Neuzeit im Bereich der Kirchenruine St. Magdalena in der Wüstung Kirchenödenhart, darunter die Spuren von Vorgängerbauten bzw. älterer Bauphasen.                                             | D-3-6737-0130 |      |
| Hohenfels (Oberpfalz) (Standort) | Archäologische Befunde des Mittelalters und der frühen Neuzeit im Bereich des abgegangenen Hofmarksschlosses in der Wüstung Kirchenödenhart. | D-3-6737-0131 |      |
| Hohenfels (Oberpfalz) (Standort) | Untertägige mittelalterliche und frühneuzeitliche Befunde in der Wüstung Oberdietldorf. | D-3-6737-0132 |      |
| Hohenfels (Oberpfalz) (Standort) | Untertägige frühneuzeitliche Befunde in der Wüstung Philippshof. | D-3-6737-0133 |      |
| Hohenfels (Oberpfalz) (Standort) | Untertägige frühneuzeitliche Befunde in der Wüstung Johannenberg. | D-3-6737-0134 |      |
| Hohenfels (Oberpfalz) (Standort) | Untertägige frühneuzeitliche Befunde in der Wüstung Ludwigsberg. | D-3-6737-0135 |      |
| Hohenfels (Oberpfalz) (Standort) | Untertägige mittelalterliche Befunde in der Wüstung Neurödlhof. | D-3-6737-0136 |      |
| Hohenfels (Oberpfalz) (Standort) | Untertägige frühneuzeitliche Befunde in der Wüstung Ziegelhof. | D-3-6737-0137 |      |
| Hohenfels (Oberpfalz) (Standort) | Untertägige mittelalterliche und frühneuzeitliche Befunde in der Wüstung Matzhausen. | D-3-6737-0138 |      |
| Hohenfels (Oberpfalz) (Standort) | Untertägige frühneuzeitliche Befunde in der Wüstung Geishof. | D-3-6737-0139 |      |
| Hohenfels (Oberpfalz) (Standort) | Untertägige mittelalterliche und frühneuzeitliche Befunde in der Wüstung Haasla. | D-3-6737-0140 |      |
| Hohenfels (Oberpfalz) (Standort) | Untertägige mittelalterliche und frühneuzeitliche Befunde in der Wüstung Höfla. | D-3-6737-0141 |      |
| Hohenfels (Oberpfalz) (Standort) | Untertägige frühneuzeitliche Befunde in der Wüstung Laberthal. | D-3-6737-0142 |      |
| Hohenfels (Oberpfalz) (Standort) | Untertägige frühneuzeitliche Befunde in der Wüstung Klause. | D-3-6737-0143 |      |
| Hohenfels (Oberpfalz) (Standort) | Untertägige mittelalterliche und frühneuzeitliche Befunde in der Wüstung Aicha. | D-3-6737-0144 |      |
| Hohenfels (Oberpfalz) (Standort) | Untertägige mittelalterliche und frühneuzeitliche Befunde in der Wüstung Sichendorf. | D-3-6737-0145 |      |
| Hohenfels (Oberpfalz) (Standort) | Archäologische Befunde im Bereich der neuzeitlichen Kapellenruine Unserer lieben Frau in der Wüstung Sichendorf. | D-3-6737-0146 |      |
| Hohenfels (Oberpfalz) (Standort) | Untertägige mittelalterliche und frühneuzeitliche Befunde in der Wüstung Machendorf. | D-3-6737-0147 |      |
| Hohenfels (Oberpfalz) (Standort) | Untertägige mittelalterliche und frühneuzeitliche Befunde in der Wüstung Butzenhof. | D-3-6737-0148 |      |
| Hohenfels (Oberpfalz) (Standort) | Untertägige mittelalterliche und frühneuzeitliche Befunde in der Wüstung Unterödenhart. | D-3-6737-0149 |      |
| Hohenfels (Oberpfalz) (Standort) | Untertägige mittelalterliche und frühneuzeitliche Befunde in der Wüstung Pöllnricht. | D-3-6737-0150 |      |
| Hohenfels (Oberpfalz) (Standort) | Untertägige mittelalterliche und frühneuzeitliche Befunde in der Wüstung Oberödenhart. | D-3-6737-0151 |      |
| Hohenfels (Oberpfalz) (Standort) | Untertägige frühneuzeitliche Befunde in der Wüstung Haunberg. | D-3-6737-0152 |      |
| Hohenfels (Oberpfalz) (Standort) | Gräberfeld mit mindestens 21 vorgeschichtlichen Grabhügeln. | D-3-6737-0154 |      |
| Hohenfels (Oberpfalz) (Standort) | Gräberfeld mit bis zu 35 bekannten vorgeschichtlichen Grabhügeln. | D-3-6737-0155 |      |
| Hohenfels (Oberpfalz) (Standort) | Archäologische Befunde und Funde im Bereich der mittelalterlichen Burgruine Hohenfels. | D-3-6737-0158 |      |
| Hohenfels (Oberpfalz) (Standort) | Archäologische Befunde des Mittelalters und der frühen Neuzeit im Bereich der Kath. Filialkirche St. Sebastian in Ziegelhütte, darunter die Spuren von Vorgängerbauten bzw. älterer Bauphasen.                                                       | D-3-6737-0178 |      |
| Hohenfels (Oberpfalz) (Standort) | Archäologische Befunde des Mittelalters und der frühen Neuzeit im Bereich der Kath. Pfarrkirche St. Ulrich in Hohenfels, darunter die Spuren von Vorgängerbauten bzw. älterer Bauphasen.                                                             | D-3-6737-0181 |      |
| Hohenfels (Oberpfalz) (Standort) | Vorgeschichtlicher Bestattungsplatz mit verebnetem Grabhügel. | D-3-6836-0047 |      |
| Hohenfels (Oberpfalz) (Standort) | Verebnete Grabhügel der Hallstatt- und Frühlatènezeit. | D-3-6836-0052 |      |
| Hohenfels (Oberpfalz) (Standort) | Verebnete vorgeschichtliche Grabhügel. | D-3-6836-0053 |      |
| Hohenfels (Oberpfalz) (Standort) | Archäologische Befunde des abgegangenen frühneuzeitlichen Schlosses von Raitenbuch, zuvor mittelalterliche Burg mit der Kath. Filialkirche St. Aegidius.                                                                                             | D-3-6836-0063 |      |
| Hohenfels (Oberpfalz) (Standort) | Siedlung der Metallzeiten. | D-3-6836-0145 |      |
| Hohenfels (Oberpfalz) (Standort) | Archäologische Befunde des Mittelalters und der frühen Neuzeit im Bereich der Kath. Filialkirche Hl. Dreifaltigkeit in Granswang, darunter die Spuren von Vorgängerbauten bzw. älterer Bauphasen.                                                    | D-3-6836-0211 |      |
| Hohenfels (Oberpfalz) (Standort) | Mittelalterlicher Burgstall. | D-3-6837-0076 |      |
| Hohenfels (Oberpfalz) (Standort) | Mittelalterlicher Bestattungsplatz. | D-3-6837-0077 |      |
| Hohenfels (Oberpfalz) (Standort) | Bestattungsplatz des Mittelalters oder der frühen Neuzeit. | D-3-6837-0257 |      |
| Hohenfels (Oberpfalz) (Standort) | Endpaläolithische und mesolithische Freilandstation, vorgeschichtliche Siedlung. | D-3-6837-0258 |      |
| Hohenfels (Oberpfalz) (Standort) | Archäologische Befunde und Funde im Bereich des ehem. Schlosses von Lauf, darunter die Spuren von Vorgängerbauten bzw. älteren Bauphasen sowie des spätmittelalterlichen und frühneuzeitlichen Eisenhammers.                                         | D-3-6837-0264 |      |
| Hohenfels (Oberpfalz) (Standort) | Vorgeschichtlicher Bestattungsplatz mit mindestens einem verebneten Grabhügel, daraus Funde der Bronzezeit. | D-3-6837-0265 |      |
| Hohenfels (Oberpfalz) (Standort) | Archäologische Befunde und Funde des Mittelalters und der frühen Neuzeit im Bereich der Kath. Filialkirche St. Dionysius in Effenricht, darunter die Spuren von Vorgängerbauten bzw. älterer Bauphasen und der abgegangene historische Ortsfriedhof. | D-3-6837-0271 |      |
| Hohenfels (Oberpfalz) (Standort) | Vorgeschichtliches Grabhügelfeld mit mindestens elf Hügeln. | D-3-6837-0280 |      |
| Hohenfels (Oberpfalz) (Standort) | Vorgeschichtliches Grabhügelfeld mit mindestens drei Hügeln, daraus Grabfunde der Bronzezeit. | D-3-6837-0281 |      |
| Hohenfels (Oberpfalz) (Standort) | Höhle Osterloch (F 4) mit Funden des Mittelalters. | D-3-6837-0282 |      |
| Hohenfels (Oberpfalz) (Standort) | Vorgeschichtlicher Bestattungsplatz mit Grabhügeln. | D-3-6837-0283 |      |
| Hohenfels (Oberpfalz) (Standort) | Vorgeschichtlicher Bestattungsplatz mit Grabhügeln. | D-3-6837-0284 |      |
| Hohenfels (Oberpfalz) (Standort) | Vorgeschichtlicher Bestattungsplatz mit Grabhügeln. | D-3-6837-0285 |      |